# Wernerella maheui
Wernerella maheui är en svampart som först beskrevs av Werner, och fick sitt nu gällande namn av Nav.-Ros., Cl. Roux & Giralt 1998. Wernerella maheui ingår i släktet Wernerella, klassen Dothideomycetes, divisionen sporsäcksvampar och riket svampar.   Inga underarter finns listade i Catalogue of Life.